# The Pale of Prejudice
The Pale of Prejudice è un cortometraggio muto del 1914 diretto da Harry Myers che ne è anche l'interprete principale accanto alla moglie, l'attrice Rosemary Theby.

## Produzione
Il film fu prodotto dalla Lubin Manufacturing Company.

## Distribuzione
Distribuito dalla General Film Company, il film - un cortometraggio di una bobina - uscì nelle sale cinematografiche USA il 31 gennaio 1914.